# Demonaz
Ха́ральд Не́вдал (норв. Harald Nævdal; род. 6 июля 1970, Берген), более известный под псевдонимом Demonaz или Demonaz Doom Occulta — норвежский музыкант, автор текстов песен, гитарист, вокалист и один из основателей блэк-метал-группы Immortal, на данный момент является единственным участником группы.

## Биография
Музыкальная карьера Демоназа началась в дэт-метал-группе Amputation, с которой он записал два демо-альбома. В 1990 году Демоназ и Аббат решают основать новую группу под названием Immortal.
Демоназ играл на гитаре на альбомах Diabolical Fullmoon Mysticism, Pure Holocaust и Battles in the North, а его последним музыкальным вкладом в Immortal до 2018 года стал альбом Blizzard Beasts 1997 года. В том же году у него диагностировали тендинит (воспаления сухожилий) на руках он был вынужден на длительное время отложить гитару. Вместо этого он продолжал писать тексты для группы и часто брал на себя роль менеджера. Он часто сопровождал группу в турне, и Аббат, Хорг и Аполлион по-прежнему видели его в составе группы. Демоназ появлялся во всех клипах Immortal , в том числе в видеоклипе All Shall Fall , выпущенном в сентябре 2010 года. Также Demonaz после записи альбома Sons of Northern Darkness нашёл свободное время и договорился с Аттилой Чихаром, что они вместе напишут «Wall of Water» для альбома Ordo Ad Chao (2007) группы Mayhem. Демоназ также является автором текстов композиций альбома Between Two Worlds супер-группы I, созданной Аббатом в период бездействия Immortal.
После 1997 года Демоназ решил создать собственный проект, который бы не требовал от него постоянной игры на гитаре. Первоначально в интервью упоминались названия Perfect Visions и Demonaz, позднее выбор был сделан в пользу последнего. В интервью 2010 года музыкант сообщил, что ведёт работу над альбомом и он будет выпущен осенью 2011 года. Позже сроки выхода альбома были пересмотрены. Названный March of the Norse альбом вышел 1 апреля 2011 года в Европе на лейбле Nuclear Blast Records, дата выпуска альбома в Северной Америке — 17 мая.
После операции по исправлению тендинита в 2013 году он снова смог играть на гитаре и вернулся к этой роли в группе после того, как во время длительных судебных разбирательств между участниками группы, было объявлено о распаде. Тем не менее, в августе 2015 года Демоназ и Хорг объявили о том, что деятельность группы продолжится, но без участия Аббата.
20 апреля 2018 года была завершена работа над новым альбомом — Northern Chaos Gods. Альбом вышел 6 июля на Nuclear Blast. В записи альбома участвовали: Демоназ, Хорг и Петер Тэгтгрен (сессионный бас). После долгого перерыва Демоназ взялся за гитару и начал петь.
В октябре 2022 года Демоназ объявил о готовности десятого студийного альбома Immortal — War Against All, который выйдет в 2023 году.

## Стиль музыки
В Immortal Демоназ он известен своей лирикой, в которой, необычно для блэк-метала, основное внимание уделяется ледяным пейзажам и вымышленной стране под названием Блаширх. История Блаширха постепенно рассказывается в альбомах Immortal. При написании текстов он часто совершает длительные прогулки по норвежской сельской местности недалеко от своего родного города Берген для вдохновения. Он был известен своими упрощенными, но чрезвычайно быстрыми гитарными партиями, в которых всегда использовались пауэр-аккорды.

## Дискография
Amputation
- Achieve The Mutilation (1989, демо)
- Slaughtered in the Arms of God (1990, демо)

Immortal
- Immortal (1991, EP)
- Diabolical Fullmoon Mysticism (1992)
- Pure Holocaust (1993)
- Battles in the North (1995)
- Blizzard Beasts (1997)
- At the Heart of Winter (1999)
- Damned in Black (2000)
- Sons of Northern Darkness (2002)
- All Shall Fall (2009)
- Northern Chaos Gods (2018)
- War Against All (2023)

I
- Between Two Worlds (2006)

Mayhem
- Ordo Ad Chao (2007), композиция «Wall of Water»

Demonaz
- Promo (2007)
- March of the Norse (2011)